# Distretto di Zlín
Il distretto di Zlín (in ceco okres Zlín) è un distretto della Repubblica Ceca nella regione omonima. Il capoluogo di distretto è la città di Zlín.

## Geografia antropica
Il distretto conta 89 comuni:

### Città
- Brumov-Bylnice
- Fryšták
- Luhačovice
- Napajedla
- Otrokovice
- Slavičín
- Slušovice
- Valašské Klobouky
- Vizovice
- Zlín

### Comuni mercato
- Pozlovice

### Comuni
- Bělov
- Biskupice
- Bohuslavice nad Vláří
- Bohuslavice u Zlína
- Bratřejov
- Březnice
- Březová
- Březůvky
- Dešná
- Dobrkovice
- Dolní Lhota
- Doubravy
- Drnovice
- Držková
- Halenkovice
- Haluzice
- Horní Lhota
- Hostišová
- Hrobice
- Hřivínův Újezd
- Hvozdná
- Jasenná
- Jestřabí
- Kaňovice
- Karlovice
- Kašava
- Kelníky
- Komárov
- Křekov
- Lhota
- Lhotsko
- Lípa
- Lipová
- Loučka
- Ludkovice
- Lukov
- Lukoveček
- Lutonina
- Machová
- Mysločovice
- Návojná
- Nedašov
- Nedašova Lhota
- Neubuz
- Oldřichovice
- Ostrata
- Petrůvka
- Podhradí
- Podkopná Lhota
- Pohořelice
- Poteč
- Provodov
- Racková
- Rokytnice
- Rudimov
- Sazovice
- Sehradice
- Slopné
- Spytihněv
- Šanov
- Šarovy
- Štítná nad Vláří-Popov
- Tečovice
- Tichov
- Tlumačov
- Trnava
- Ublo
- Újezd
- Velký Ořechov
- Veselá
- Vlachova Lhota
- Vlachovice
- Vlčková
- Všemina
- Vysoké Pole
- Zádveřice-Raková
- Želechovice nad Dřevnicí
- Žlutava